# Biophytum gracile
Biophytum gracile är en harsyreväxtart som beskrevs av Paul Erich Otto Wilhelm Knuth. Biophytum gracile ingår i släktet Biophytum och familjen harsyreväxter. Inga underarter finns listade i Catalogue of Life.